# José Roberto Marinho
José Roberto Marinho ComMM (Rio de Janeiro, 26 de dezembro de 1955) é um empresário brasileiro.
Filho do jornalista Roberto Marinho, José Roberto controla atualmente a Fundação Roberto Marinho, criada por seu pai em novembro de 1977. É vice-presidente do Conselho de Administração do Grupo Globo, presidido por seu irmão João Roberto Marinho, e pai de Paulo Daudt Marinho, presidente da empresa Globo.
Foi listado em 2016 entre os 70 maiores bilionários do Brasil pela revista Forbes, ocupando o 6º lugar.

## Carreira
José Roberto Marinho estudou História na Pontifícia Universidade Católica do Rio de Janeiro (PUC−Rio) e Geografia na Universidade Federal do Rio de Janeiro (UFRJ).
Em 1972, começou sua carreira como repórter do jornal O Globo onde atuou nos editoriais de Política e Cidades. Em 1980, foi designado repórter especial de Política na sucursal de Brasília e em 1981, retornou ao Rio de Janeiro e passou a atuar como editor-assistente do Jornal
Em maio de 1983, José Roberto Marinho foi designado para o cargo de subchefe da redação do jornal O Globo onde permaneceu até 1984. Nesse ano, deixou o cargo para ocupar o cargo de diretor de programação de FM do Sistema Globo de Rádio, onde mais tarde ocupou os cargos de diretor-geral e de vice-presidente.
Em 1992, fundou o Instituto Acqua pela preservação dos recursos hídricos. José Roberto ficou na Presidência da entidade até 1998.
Em 1997, José Marinho foi admitido pelo presidente Fernando Henrique Cardoso à Ordem do Mérito Militar no grau de Comendador especial.
Em 1998, José Roberto Marinho assumiu a Vice-Presidência de Responsabilidade Social do Grupo Globo, liderando os projetos de ação comunitária, e tornou-se também diretor-geral da Fundação Roberto Marinho.